# Шоломово (Старосельский сельсовет, Вологодский район)
Шоломово — деревня в Вологодском районе Вологодской области.
Входит в состав Старосельского сельского поселения, по административно-территориальному делению — в Старосельский сельсовет.
Расстояние по автодороге до районного центра Вологды — 49 км, до центра муниципального образования Стризнево — 8 км. Ближайшие населённые пункты — Лумба, Третниково, Семигорье.
По переписи 2002 года население — 9 человек.